# 德國國家象徵

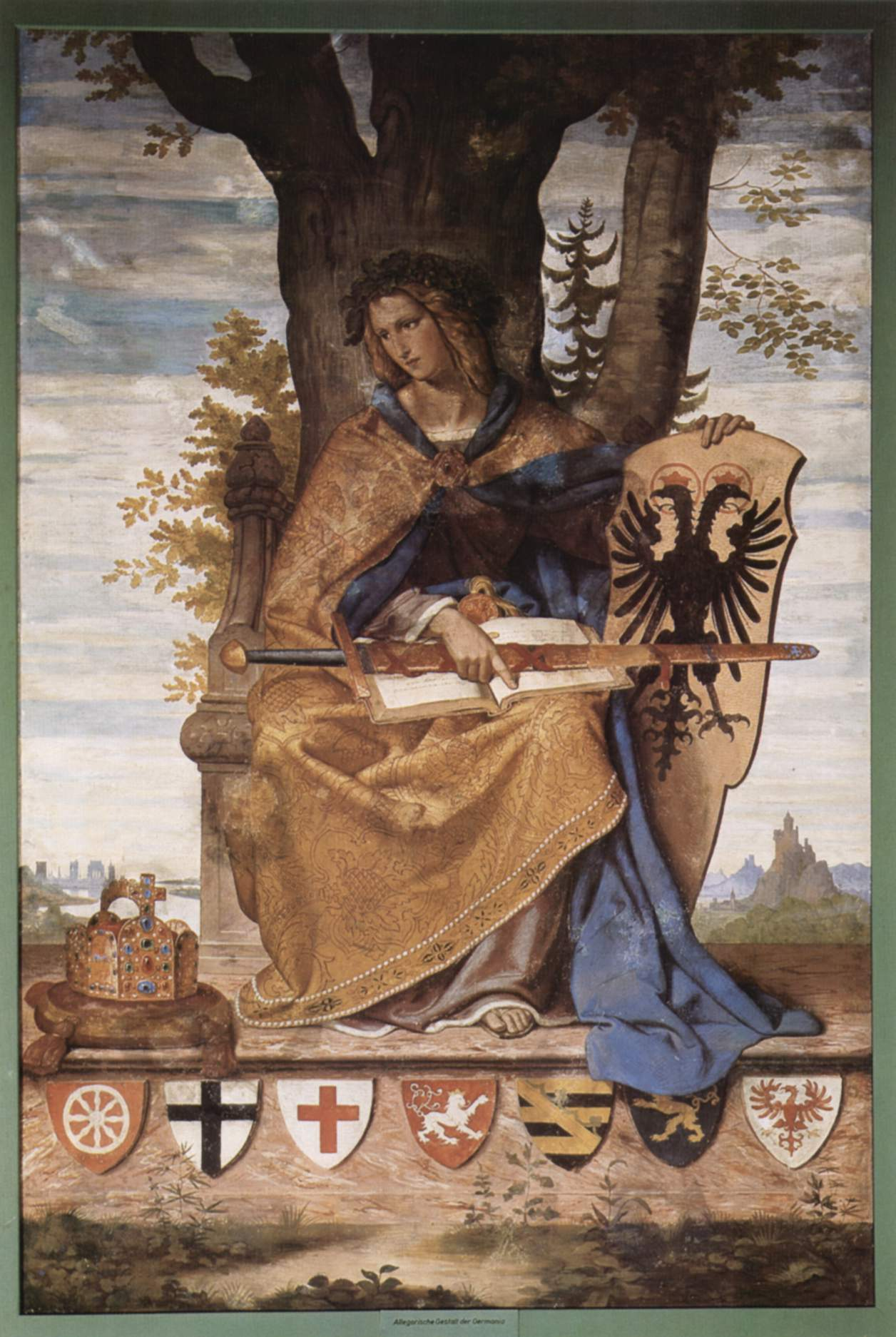
菲利普·维特（Philipp Veit）对德国和德意志人的拟人化身——日耳曼妮娅（绘制1834年至1836年之间，收藏施泰德艺术馆）

德国国家象征是代表德意志人民（Deutsches Volk）和德国（Deutschland）的符号、标志、图像、思想和概念，体现对国家的认同感。 德国某些传统的象征符号，例如：橡木会与德国人民的某些美德联系在一起——对于中世纪的条顿人而言，橡木是不朽和坚贞的象征，这种品质从那时就经常与德国人的性格联系在一起。
其他某些标志与国家社会主义政权有着密切的联系，例如：第二次世界大战期间被德意志国防军、纳粹德国海军和德国联邦国防军空军使用的黑十字；以及纳粹最高统帅部授予的铁十字勋章，与佩戴国外的其他勋章相比，佩戴这些勋章受到更严厉的差别对待，因为欧洲二战结束之后，德国法律禁止佩戴拥有纳粹十字记号的铁十字勋章，除非佩戴者抹除有关符号。
还有其他象征符号，例如：帝国之鹰演变的联邦之鹰。

## 国旗

德国国旗

德国国旗由三个相等的水平条纹组成，颜色为黑、红、金（Schwarz-Rot-Gold）。 这面旗帜的起源不明，据推测灵感来自对抗拿破仑军队的自由军团的制服颜色，或者取自神圣罗马帝国的旗帜，其中包含这些颜色。
1848年3月9日，随着德意志邦联举行法兰克福国民议会，黑-红-金被正式采用为联邦旗。1866年普奥战争之后，普鲁士王国领导北德意志邦联采用黑-白-红三色旗，取代成为联邦旗。黑-白-红也成为1871年德意志统一的德意志帝国国旗，并使用到1918年。1933年，纳粹德国也曾使用过黑-白-红旗。
20世纪纳粹德国战败以后，黑-红-金于1949年5月23日重新被德意志联邦共和国（西德）采用。此前，这面旗帜曾被德意志邦联（1848年至1866年）和魏玛共和国（1918年至1933年）使用；德意志民主共和国（东德）于1949年至1959年间使用黑-红-金旗，然后直到1990年两德统一，东德使用一种变体旗帜，其上叠加社会主义政权的标志。

## 国徽

德国国徽

德国国徽起源于神圣罗马帝国时期的不同符号。1806年，德意志民族神圣罗马帝国因拿破仑战争而解体，曾经属于帝国一部分的德意志诸邦失去“帝国之鹰”（联邦之鹰是单头，与神圣帝国传统的双头鹰不同）。
德意志帝国时期，金鹰再次被视为民族象征，其设计在第一次世界大战德国战败后，以及1930年代纳粹德国成立时，经过若干修改。
1950年，西德制定现在使用的国徽，由托比亚斯·施瓦布（Tobias Schwab）于1926年设计，源自魏玛共和国国徽；它当时被称为“魏玛之鹰”，当西德将其定为国徽以后，被改称为“联邦之鹰”，这个名称一直保留至今。
联邦之鹰出现在许多官方文件、军队制服、政府建筑物的正面、硬币、护照及德国体育联合会的运动T恤；有时，它也被印制在德国国旗，尽管这并不是正确的做法。
|              |                |                |                  |              |
| 联邦总统徽章 | 联邦参议院徽章 | 联邦众议院徽章 | 联邦宪法法院徽章 | 联邦内阁徽章 |

## 国歌
《德意志之歌》是德国的官方国歌，歌词由奥古斯特·海因里希·霍夫曼·冯·法勒斯莱本于1841年创作。 作曲是约瑟夫·海顿，曲谱最初于1797年作为一首弦乐四重奏作品，1952面被定为德意志联邦共和国国歌的旋律。
约瑟夫·海顿的曲谱受到洛伦兹·利奥波德·哈什卡作品《天佑吾皇弗朗茨》的启发，在为神圣罗马帝国皇帝弗朗茨二世而作的颂歌中成形。同样的乐谱后来成为奥匈帝国国歌，旋律保留但歌词不同。
歌词最初共有三节，但前两节与国家社会主义政权有联系，随着西德成立而被压制，官方认定的国歌歌词是第三节，以目前的国家格言开头：
Einigkeit und Recht und Freiheit!——統一、正义和自由！
最后以“祖国绽放”结束：
Blühe, deutsches Vaterland!——绽放，我们的德意志祖国！

## 黑十字

联邦国防军徽章

黑十字（Schwarzes Kreuz）或横十字（Balken Kreuz）是德国的军事徽章，曾被普鲁士陆军和联邦国防军使用，最初源自条顿骑士团。 条顿骑士团使用的是白底黑十字，这个标志于1190年确立，以区别拥有其他颜色的骑士团。十字代表基督的十字架，表明该骑士团忠于基督。
二战结束之后，德国联邦国防军陆军使用经过修改的黑十字，以避免与原始黑十字混淆，尤其是避免因与纳粹的联系而引发联想。黑十字还被用于创立一种德国勋章——铁十字勋章，因为该勋章由铁制成，并采用黑十字形状。
1806年，条顿骑士团被拿破仑解散后，这个标志开始被普鲁士采用，绘制在普鲁士的军旗，作为荣誉和军事象征；铁十字勋章由此而来，最初使用在普鲁士军队，作为奖励在战斗中表现优秀的官兵。普鲁士国王腓特烈·威廉三世建议将其作为普鲁士的象征，并委托卡尔·弗里德里希·申克尔设计最终版本。1871年德意志帝国建立，这个标志被用来标识帝国海军舰艇，以避免混淆。
铁十字被授予北德意志的非普鲁士士兵，并成为德意志帝国军队的象征；后来，伴随着帝国的抵抗和德意志军队的荣誉，逐渐成为国家象征。第二次世界大战初期，军队会在德国坦克上绘制白色十字，但在波兰战役后期被换成白边黑十字，这是因为白十字容易被敌人从远处识别，破坏部分伪装效果。

## 铁十字勋章

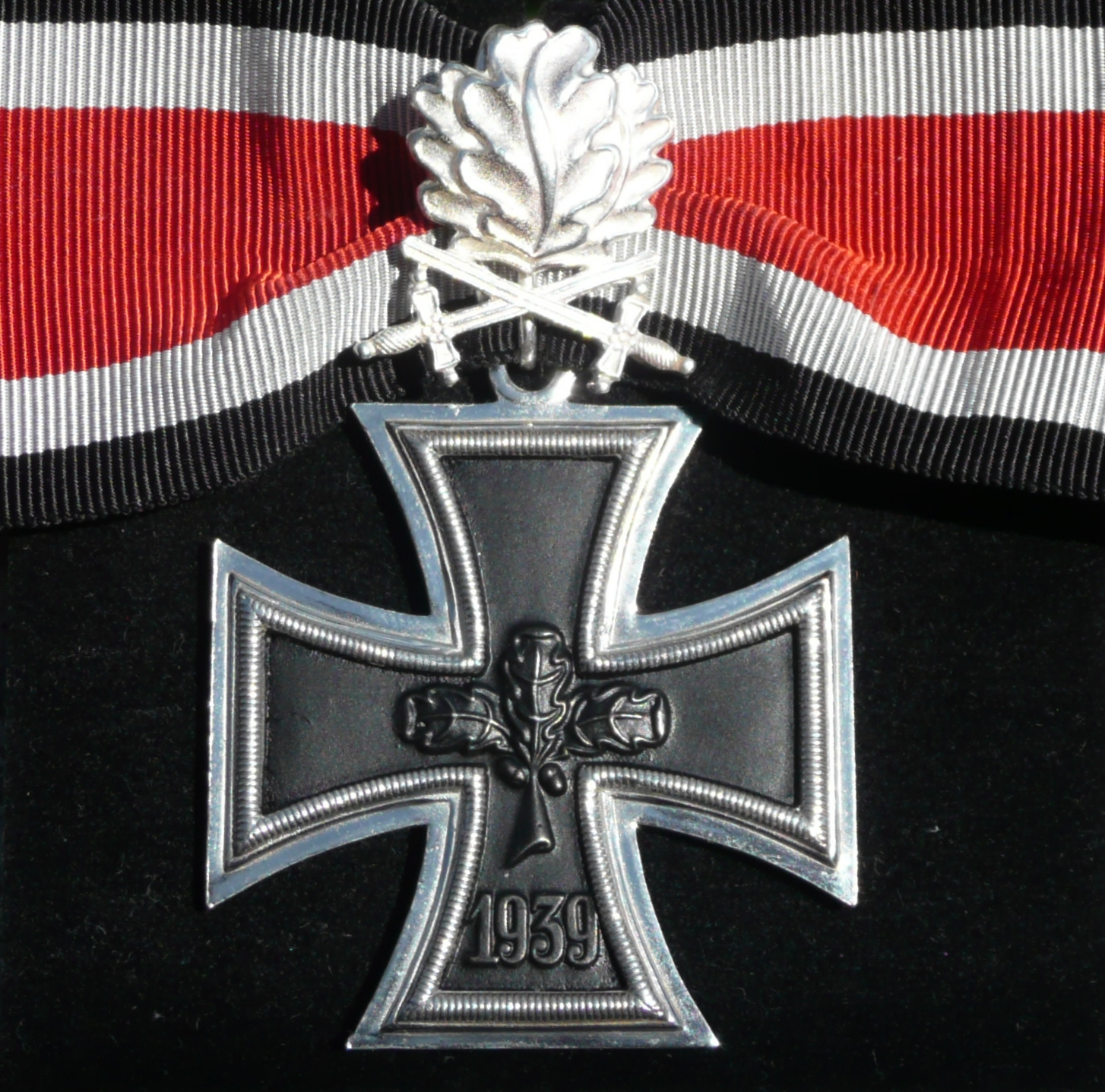
骑士铁十字勋章，饰有橡树叶和交叉的剑

铁十字勋章（Eisernes Kreuz）是普鲁士王国及后来德国的军事勋章，因英勇行为或指挥军队有功绩而颁发。自从1945年5月开始，铁十字勋章就未曾颁发，并且仅在战时授予。
铁十字勋章是一种军事勋章，但在某些情况下，也授予履行军事职责的平民。例如：阿道夫·希特勒曾将一等铁十字勋章授予试飞员汉娜·瑞奇，另外只有两名女性获得过此荣誉。
铁十字勋章源自黑十字，而黑十字是条顿骑士团的象征。自1870年以来，这个设计就是德意志军队（现为联邦国防军）的象征。

## 帝国之鹰

第二帝国纹章

帝国之鹰（Reichsadler）是在德意志帝国和纳粹德国时期使用的鹰徽。
鹰是德国古老的纹饰，纳粹德国使用帝国鹰作为象征以前，魏玛共和国曾将“魏玛之鹰”作为徽章。纳粹德国时期，帝国鹰与带有国家社会主义风格的卐字结合在一起，可以看到与国家社会主义德国工人党联系的标志。
1949年以后，德意志联邦共和国使用类似设计的纹章，但名称为联邦之鹰（Bundesadler）。

## 国家化身

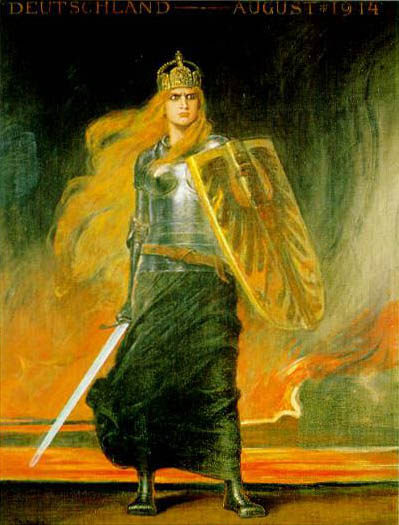
1914年第一次世界大战爆发的日耳曼尼亚，日耳曼尼亚明显比和平时期的其他形象，表现的更加好战

日耳曼尼亚是德意志民族的拟人化身，通常与浪漫主义和1848年革命有联系，尽管这个形象后来也被德意志帝国使用。她拥有一头红金色长发，通常被描绘为挥舞查理曼大帝的剑——乔伊斯之剑，有时还佩戴神圣罗马帝国的皇冠，身穿盔甲，手持中世纪风格的盾牌，盾牌上绘有金底的黑鹰形象。
1871年以前，她通常会携带黑-红-金旗，类似于现在的德国国旗；1871年至1918年期间，她携带德意志帝国的黑-白-红旗。

## 橡树

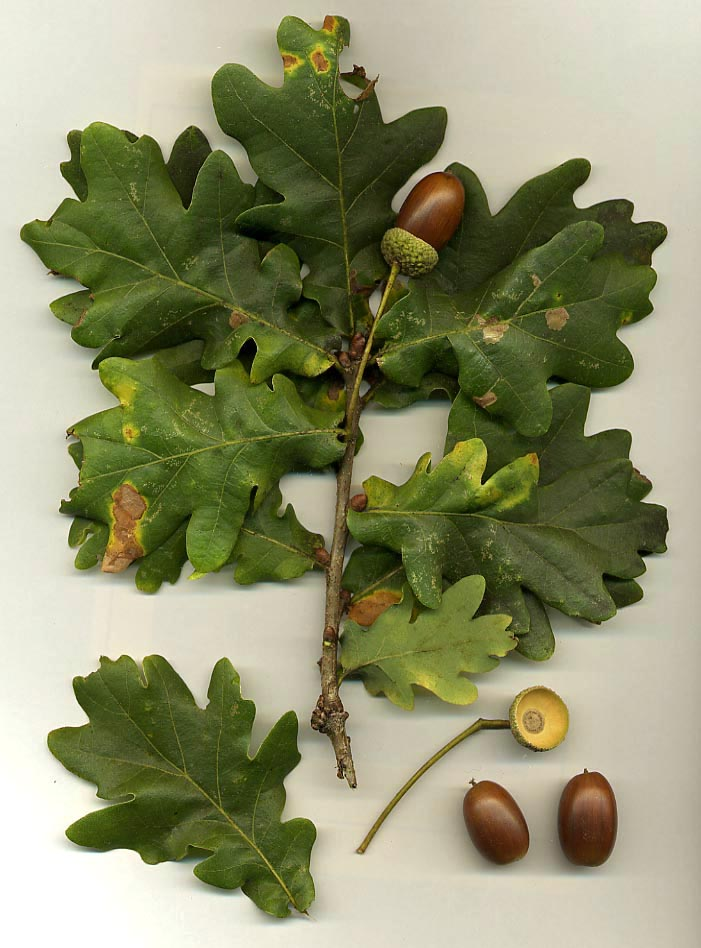
橡树的叶子和橡实

橡树是德国的国树，广泛视为力量和强壮的象征。 19世纪初以来，德意志民族就将橡树与他们的祖国联系起来，刻在德国货币、勋章及节日庆祝活动的图案。
橡树叶被用作德国勋章的显著标志。二战期间，骑士铁十字勋章与橡树叶被颁发，其中7,313名骑士十字勋章佩戴者，有882名获得橡树叶；二战结束以后，之前颁发的铁十字勋章可以被获奖者佩戴，只要将纳粹标志替换为橡树叶。联邦国防军英勇荣誉十字勋章是为非凡的勇敢行为颁发的军事勋章，使用一种风格化的双橡树叶形状的装饰。
此外，它还出现在德国芬尼，2001年推出欧元就被用在德国欧元硬币的正面。

## 国家地标
德国的国家地标是代表德意志、全体德意志人民的象征，尤其是在拥有这些建筑物的首都柏林，包括：勃兰登堡门、德国国会大厦和胜利纪念柱。

### 勃兰登堡门

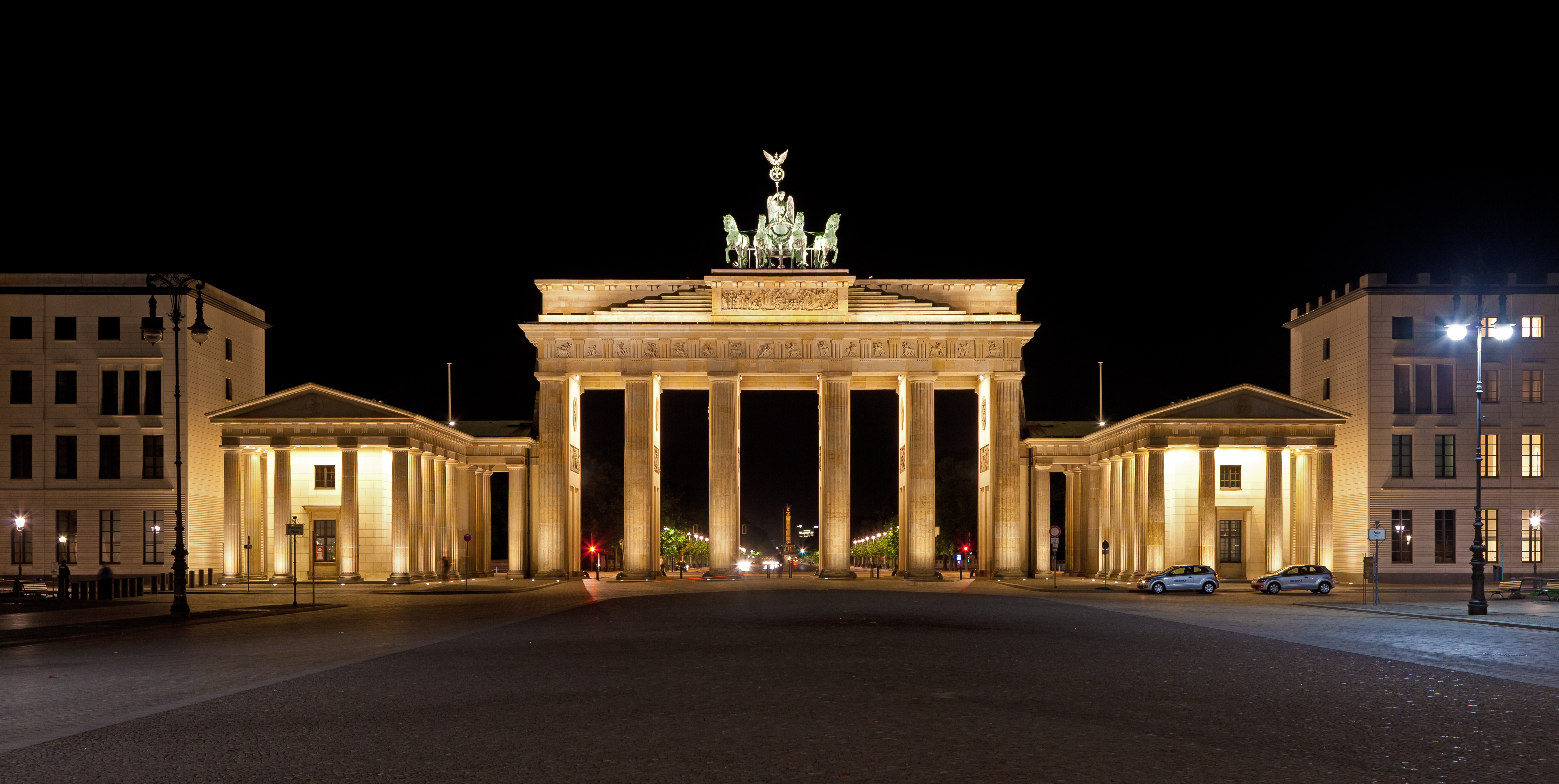
勃兰登堡门夜景

勃兰登堡门不是凯旋门，而是通往当时“新柏林”的通道。它位于柏林市中心，是这座城市最具代表性的象征，柏林历史上的许多重要事件，都与勃兰登堡门密切相关。
勃兰登堡门坐落在巴黎广场，位于菩提树下大街的尽头，标志着大蒂尔加滕公园和6月17日大街的起点；附近还有国会大厦和波茨坦广场。

### 国会大厦

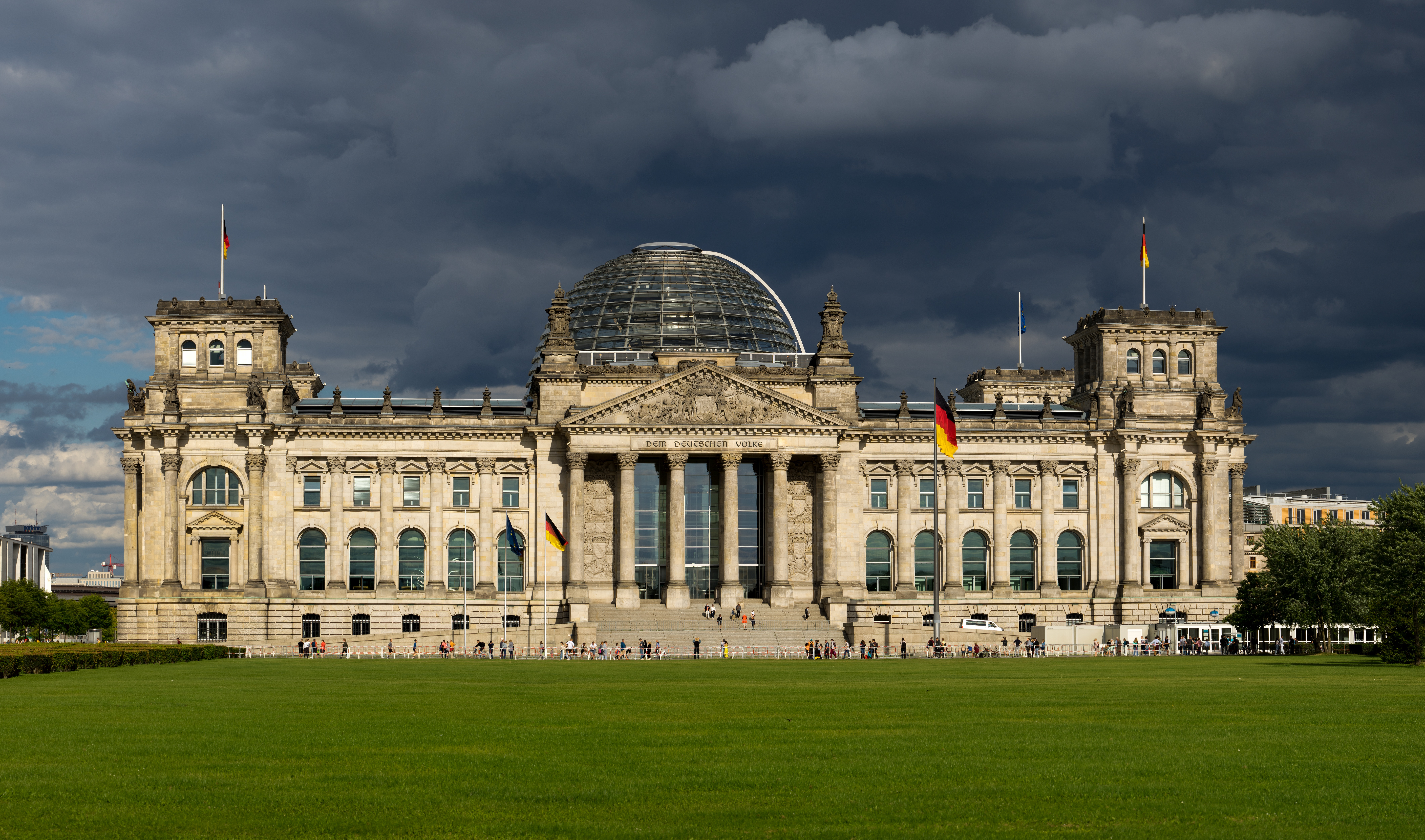
德国国会大厦是联邦议会的所在地

国会大厦位于柏林米特区蒂尔加滕，曾经是德意志帝国议会、魏玛共和国议会的所在地，其正式名称为“帝国国会大厦大会场”（Plenarbereich Reichstagsgebäude）。1994年两德统一以来，每五年在此召开联邦大会选举德国总统；1999年起，这里成为德国联邦议会（Bundestag）的会议场所。
1894年，国会大厦建筑完工；1933年，被一场未完全查明原因的火灾摧毁；二战后期，在柏林战役成为人民冲锋队与苏联红军激战的场所，并遭受严重损坏。1960年代进行紧急修复，目前的外观由英国建筑师诺曼·福斯特爵士设计。

### 胜利纪念柱

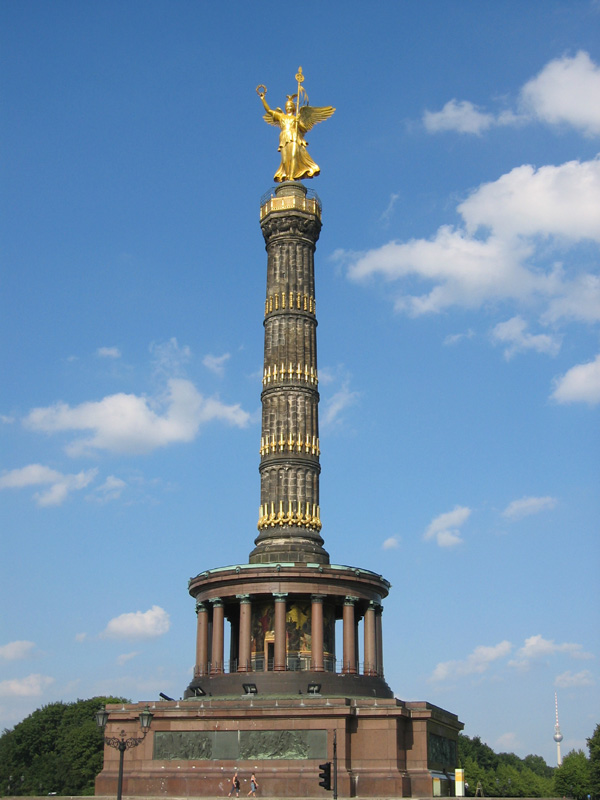
胜利纪念柱顶端是胜利女神维多利亚的雕塑

胜利纪念柱位于柏林大蒂尔加滕公园，是为纪念普鲁士与奥地利帝国联军于1864年第一次王朝战争战胜丹麦。
1874年纪念柱完工并揭幕时，普鲁士已经在七周战争（1866年）战胜奥地利帝国，并在普法战争（1870年－1871年）战胜拿破仑三世统领的法兰西帝国；因此，这座纪念柱也用来纪念这另外两场胜利。
胜利纪念柱最初建在国会大厦前方，但在纳粹德国时期迁至现址，并在二战柏林战役结束后保存下来。

## 国庆日

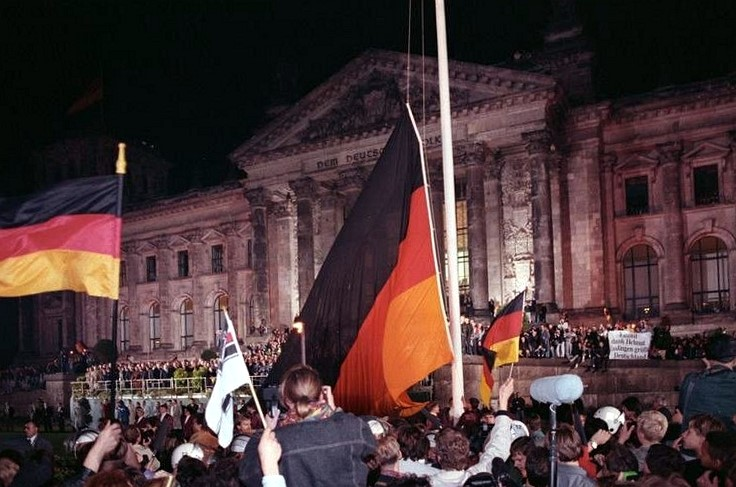
1990年10月3日，当黑-红-金旗在国会大厦前升起时，成千上万的民众聚集在现场

德国统一日是现在德国的国庆节，定于10月3日。这是联邦政府于两德统一后规定的法定假日，目的是纪念西德和东德于1990年10月3日重新统一。